# ساوتورپ
ساوتورپ (به انگلیسی: Southorpe) یک روستا و محله مدنی در بریتانیا است که در Peterborough واقع شده‌است.